# St. Matthew’s Church (Jersey)

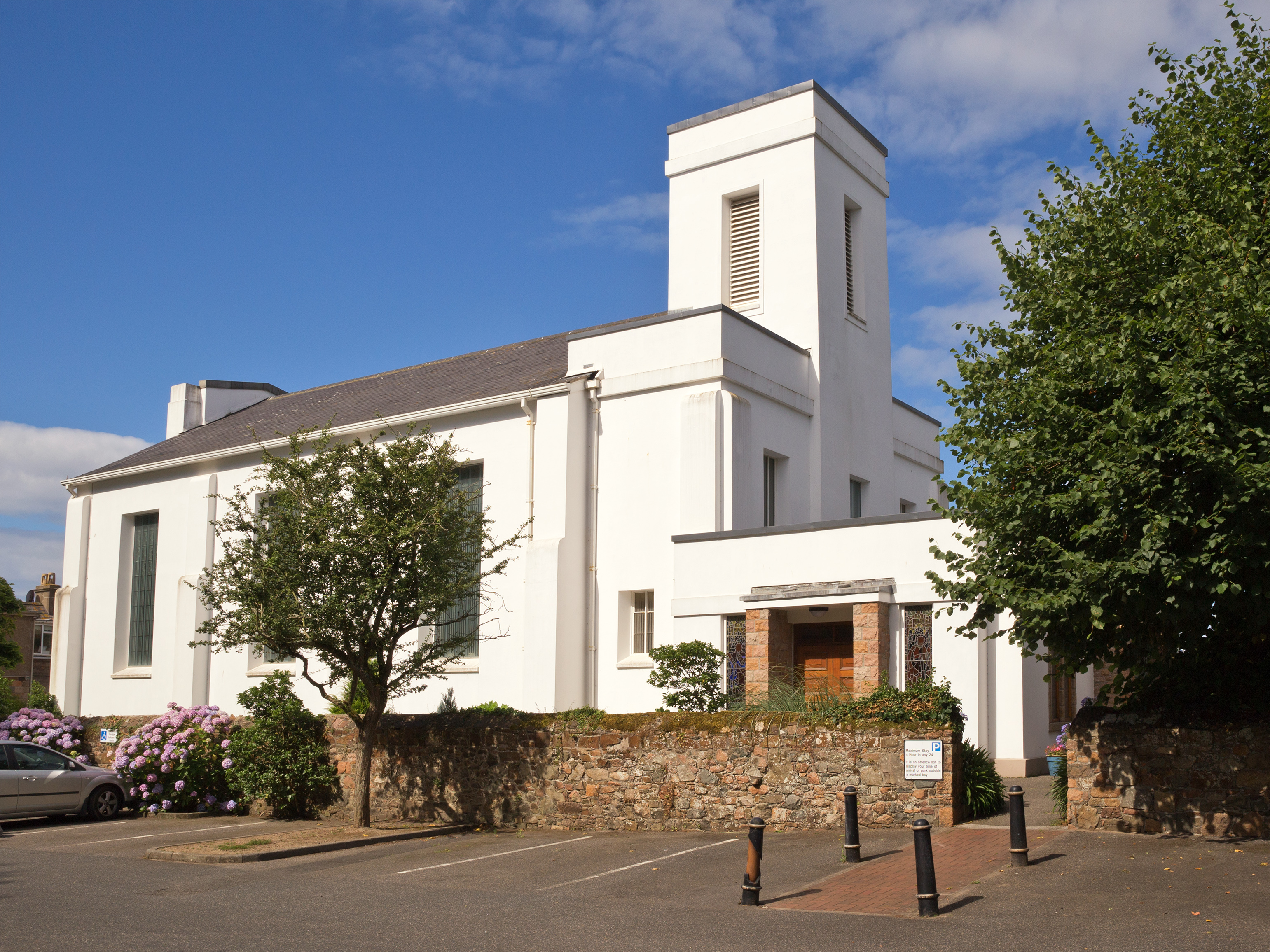
St. Matthew’s Church

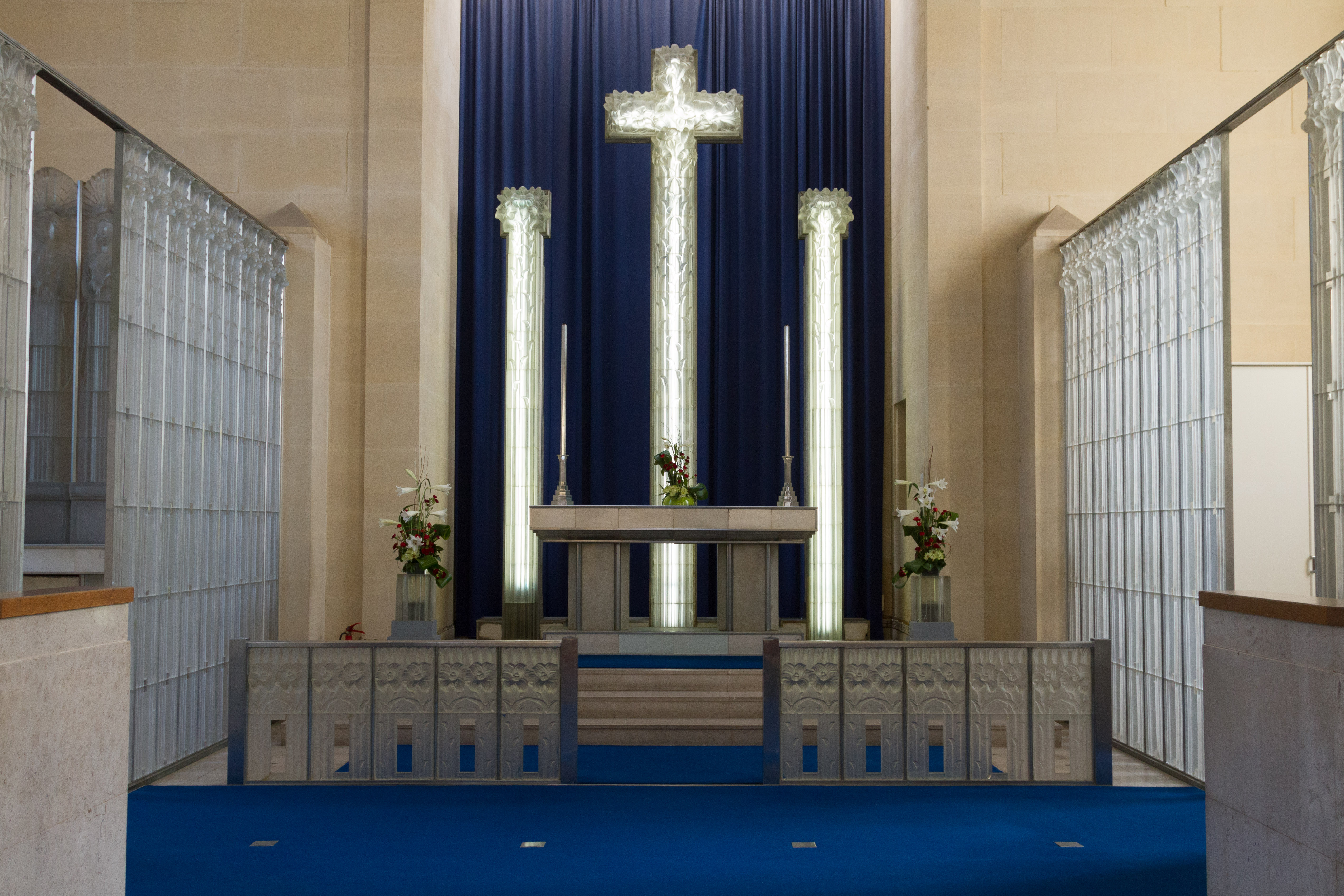
Interieur der St. Matthew’s Church

Die St. Matthew’s Church ist eine 1840 geweihte anglikanische Kirche in der Gemeinde Saint Lawrence (Vingtaine Bas de la Vallée) auf der Kanalinsel Jersey. Bekannt wurde sie durch die künstlerischen Glasarbeiten von René Lalique, die seit 1934 diese Kirche schmücken und ihr den Beinamen Glaskirche (glass church) gegeben haben. Mit diesen gehört sie zu den bedeutendsten Sehenswürdigkeiten der Insel.

## Geschichte
Um den Bewohnern der Ortschaft Millbrook, gelegen an der Südküste Jerseys, den beschwerlichen Weg zur Gemeindekirche von St. Lawrence (Parish church of St. Lawrence), die auf einem Berg liegt, zu ersparen, wurde in den 1830er Jahren die Errichtung einer Kirche diskutiert. 1840 wurde die in ausgesprochen einfacher Architektur errichtete Filialkirche dem Apostel und Evangelisten Matthäus geweiht. Ungewöhnlich ist die Südausrichtung der Kirche, die der in der anglikanischen Kirche sonst üblichen Ostausrichtung widerspricht. Die Eckpfeiler wie auch die Trennwände wurden aus Portland-Stein gefertigt, die Wände aus Bath Stone.
Lady Florence Trent war die Erbin des Vermögens ihres Ehemannes, Jesse Boots, 1. Baron von Trent (1850–1931), Sohn des Gründers der Firma Boots UK, die er zu einer landesweit tätigen Drogeriekette ausbaute. Sie hatte die Idee, zum Andenken an ihren verstorbenen Ehemann das Innere der Kirche mit Kunst des Glaskünstlers René Lalique auszustatten. Nach mehreren Anläufen sagte Lalique zu und schuf alle Entwürfe und z. T. die Kunstwerke selbst. 1934 wurden sie in Zusammenarbeit mit dem örtlichen Architekten A. B. Grayson ausgeführt. Um die künstlerischen Ideen umzusetzen, wurden Veränderungen im Innenraum vorgenommen: So wurden Kanzel und Lesepult verdoppelt, um die Symmetrie der Arbeiten zu verstärken.
Diese Ausstattung ist einzigartig in der Welt: Eine von Lalique bereits 1930 ausgestattete Kapelle, La Chapelle de la Vierge Fidèle (auch als Chapelle Lalique bezeichnet) in der Basilika Notre-Dame-de-la-Délivrande in Douvres-la-Délivrande im Département Calvados (Frankreich), deren Kunstwerke auch 1933 während einer Lalique-Ausstellung im Musée des Arts décoratifs, dem Pariser Kunstgewerbemuseum, ausgestellt waren, wurde im Zweiten Weltkrieg zu großen Teilen zerstört.
In den 1970er Jahren wurde die Erweiterung der Vorhalle zu einem für Gemeindearbeit separat nutzbaren Raum diskutiert, die schließlich von einem Schüler von Grayson in dessen Intentionen ausgeführt wurde.

## Laliques Glaskunst von 1934
- Der Taufstein und die darin befindliche Taufschale sind ausschließlich aus Glas und dürften weltweit das einzige Ensemble dieser Art sein. An ihm befindet sich der einzige Namenszug des Künstlers.
- Die Glasfenster wurden mit Madonnen-Lilien verziert. Diese Verzierung, wie auch die mit Jerseylilien, dominiert insgesamt die künstlerische Ausschmückung der Kirche.
- Der Abendmahlstisch ist aus Milchglas und steht vor einem Glaskreuz, das mit einer Höhe von vier Metern den Raum dominiert.
- Das Kreuz wird von zwei Säulen flankiert und kann von innen erleuchtet werden, womit seine Wirkung besonders zur Geltung kommt.
- Kreuz und Säulen sind ebenfalls mit Madonnen-Lilien verziert.
- Östlich wurde der Raum durch zwei Glaswände abgeteilt, in dem sich eine Marienkapelle befindet. Das Altarretabel aus vier Engeln ist ebenfalls aus Glas.
- Westlich wurde der Raum ebenfalls durch eine Glaswand abgeteilt, um die Symmetrie zu wahren. Dort befindet sich eine zweite Orgel, die auf einem Boden aus Haifischhaut errichtet wurde.